# العلاقات الكونغوية الفنزويلية
العلاقات الكونغولية الفنزويلية هي العلاقات الثنائية التي تجمع بين جمهورية الكونغو وفنزويلا.

## مقارنة بين البلدين
هذه مقارنة عامة ومرجعية للدولتين:
| وجه المقارنة                                              | [[تصنيف:صفحات تستخدم رمز علم غير موجود\|]] جمهورية الكونغو | فنزويلا                                  |
| --------------------------------------------------------- | ---------------------------------------------------------- | ---------------------------------------- |
| المساحة (كم2)                                             | 342.00 ألف                                                 | 916.45 ألف                               |
| عدد السكان (نسمة)                                         | 5.26 مليون                                                 | 28.87 مليون                              |
| الكثافة السكانية (ن./كم²)                                 | 15.38                                                      | 31.5                                     |
| العاصمة                                                   | برازافيل                                                   | كاراكاس                                  |
| اللغة الرسمية                                             | لغة فرنسية                                                 | اللغة الإسبانية، لغة الإشارة الفنزويلية ‏ |
| العملة                                                    | فرنك وسط أفريقي                                            | بوليفار فنزويلي                          |
| الناتج المحلي الإجمالي (بليون دولار)                      | 8.72 مليار                                                 | 482.36 مليار                             |
| الناتج المحلي الإجمالي (تعادل القوة الشرائية) بليون دولار | 29.48 مليار                                                |                                          |
| الناتج المحلي الإجمالي الاسمي للفرد دولار أمريكي          | 1.85 ألف                                                   |                                          |
| الناتج المحلي الإجمالي للفرد دولار أمريكي                 |                                                            |                                          |
| مؤشر التنمية البشرية                                      | 0.591                                                      | 0.762                                    |
| رمز المكالمات الدولي                                      | +242                                                       | +58                                      |
| رمز الإنترنت                                              | .cg                                                        | .ve                                      |
| المنطقة الزمنية                                           | ت ع م+01:00                                                | 00                                       |

## منظمات دولية مشتركة
يشترك البلدان في عضوية مجموعة من المنظمات الدولية، منها:
| علم المنظمة | اسم المنظمة                        | تاريخ انضمام جمهورية الكونغو | تاريخ انضمام فنزويلا |
| ----------- | ---------------------------------- | ---------------------------- | -------------------- |
|             | البنك الدولي للإنشاء والتعمير      | 10 يوليو 1963                | 30 ديسمبر 1946       |
|             | يونسكو                             | 24 أكتوبر 1960               | 25 نوفمبر 1946       |
|             | منظمة التجارة العالمية             | ?                            | ?                    |
|             | وكالة ضمان الاستثمار متعدد الأطراف | 16 أكتوبر 1991               | 9 مايو 1994          |
|             | مؤسسة التمويل الدولية              | 1 أكتوبر 1980                | 28 ديسمبر 1956       |
|             | منظمة الشرطة الجنائية الدولية      | ?                            | ?                    |
|             | الأمم المتحدة                      | 20 سبتمبر 1960               | 15 نوفمبر 1945       |
|             | منظمة حظر الأسلحة الكيميائية       | ?                            | ?                    |

## وصلات خارجية
- موقع وزارة الخارجية الفنزويلية